# 莫姓
莫姓是一個漢字姓氏。在《百家姓》排名第168位。

## 起源

### 漢族
- 據《姓氏考略》記載“以地為氏，顓頊造城，後去邑為莫，見刑子顯三郡記，漢有富人莫氏，見遊俠傳。”意思是上古聖帝顓頊造“莫陽城”（今河北省任丘縣、平鄉縣，古鉅鹿郡地），其後人去邑為莫，以地名為姓。
- 春秋時，楚國官職莫敖的後代，他們的子孫以官名為姓。莫敖是楚國一種世襲的官職，詩人屈原的家族也是世居於此職，因此莫氏也有一部份是屈氏的分支改姓。
- 據《通志·氏族略》記載“莫即幕省文，望出鉅鹿、江陵，乃上古聖君虞舜之祖—幕的後代。”因此莫和幕是同源，“莫”只是“幕”的省略書寫文字。

### 少數民族

#### 北方
- 南北朝時，北魏少數民族邢莫氏、莫那婁氏的子孫改姓莫。
- 唐五代後，建立西夏王朝的黨項人，也有改姓莫者。
- 鮮卑族人万俟氏許多改莫為姓的。
- 滿族人那莫氏的漢姓也有以莫為姓的。

#### 西南
- 廣西壯族的創世史詩《布洛陀》第十一章《分姓》記載，遠古時，壯族人無名無姓，因此彼此相稱十分不方便。後來布洛陀請了卜黃為眾人改姓，卜黃為此而累病。部族裡的人關心卜黃，便紛紛送禮物探病，卜黃便因此想出安姓的辦法。送李子的，安他姓“李”；牽牛來的，就安他姓“莫”（壯語黃牛叫莫），如此類推。從此，壯族人也就有姓氏了。此外，廣西忻城縣有莫土司衙署，而莫姓土司官職是世襲的，它統治該地區近五百年至久。
- 聚居於西南的民族，如布依族、侗族、瑤族等也有以莫為姓者。有專家認為西南少數民族是上古三苗族的後裔，也就是上古蚩尤部族的後裔，可見西南少數民族原居中原，與中原各大姓氏是同根。

## 分布

### 中國
资料表明，古時在今河南、河北、陝西、甘肃、山西、山东、湖北、湖南、江苏、浙江等地均有莫姓人定居，黄巢之亂后，有北方之莫姓避居四川。五代十国至两宋，莫姓在江南各地愈加壮大起来，而北方的莫姓却由于夷狄的入侵而沉寂下去。此际始有莫姓入迁福建，而宋代尚書莫俦因罪被流放今广东潮州，成為廣東莫姓的重要開基祖先。
明末张献忠與滿清軍隊屠殺，造成四川省人口锐减。清初，清政府移湖广之百姓入川，史称湖广填四川，两湖之莫姓亦由此入居今四川、重庆。清中叶之后，沿海之莫姓有渡海赴台，扬帆南洋者。如今，莫姓在全国分布较广，尤以广西、四川、广东等省多此姓，上述三省莫姓约占全国汉族莫姓人口的百分之六十五。莫姓是当今中国姓氏排行第一百六十八位的姓氏，人口较多，约占全国汉族人口的百分之零点零九四。

### 越南
越南莫氏主要居住於越南東北部，莫朝滅亡後，莫氏遭到迫害，被迫改成其他姓氏。

## 延伸阅读
[在维基数据编辑]
 《百家姓》
 《欽定古今圖書集成·明倫彙編·氏族典·莫姓部》，出自陈梦雷《古今圖書集成》